# 聖馬特奧縣 (阿拉胡埃拉省)
9°57′45″N 84°33′40″W / 9.96250°N 84.56111°W
聖馬特奧縣（西班牙語：Cantón de San Mateo），是哥斯達黎加的縣份，位於該國西北部，由阿拉胡埃拉省負責管轄，首府設於聖馬特奧，始建於1868年8月7日，面積125.9平方公里，海拔高度254米，2011年人口6,136人，人口密度每平方公里48.74人。